# Белое Древо Гондора

Флаг Гондора, на котором изображено стилизованное древо

Белое Древо Гондора (англ. White Tree of Gondor, тж. известно как Древо Короля) — в легендариуме Дж. Р. Р. Толкина — символ королевства Гондор, официальный герб Воссоединённого королевства Гондора и Арнора.

## Сюжет
Белое Древо Гондора было «потомком» Нимлот, Белого древа Нуменора, которое, в свою очередь, являлось саженцем Телпериона, Серебряного Древа, что росло на эльфийском острове Тол-Эрессеа.
Белое Древо было посажено Исилдуром в Минас Тирите (тогда ещё Минас Аноре) в память о своем брате Анарионе. Там оно и росло, пока в 1636 году Третьей Эпохи не засохло во время Великой Чумы. От него уцелел лишь небольшой росток, который в 1640 году король Тарондор пересадил в Фонтанный Двор Цитадели. Это Древо росло до 2852 года Т.Э. Однако и оно засохло, при этом нового ростка найти уже не смогли. Древо всё же не тронули, и оно так и простояло сухим до 3019 года Т.Э.
25 июня 3019 года Т.Э. Гэндальф привёл короля Арагорна на гору Миндоллуин, на каменистом склоне которого они и нашли новый росток Древа, которому было не более семи лет. Это Древо было пересажено на место прежнего, где оно прижилось и зацвело. Засохший ствол старого же не сожгли, но с почестями выкопали и отправили на покой в королевский некрополь на Рат-Динен.

## Символизм
Образ гондорского древа (как и Нимлота) восходит у Толкина к христианским представлениям о Земном рае и к средневековым рыцарским легендам. Древо Гондора — символ вечной надежды и способности к возрождению, оно напоминает жителям о связи с Валинором. Его увядание, совпавшее с упадком государства, подчёркивает связь жителей Средиземья с окружающей их природой.